# Manuel Sierra
Manuel Sierra (* 27. August 1981) ist ein ehemaliger mexikanischer Eishockeyspieler, der zuletzt bis 2013 bei den Mayan Astronomers in der Liga Mexicana Élite unter Vertrag stand.

## Karriere
Manuel Sierra begann seine Karriere als Eishockeyspieler bei Vista Hermosa. Über Sportica kam er 2002 zu Galerias Reforma, wo er acht Jahre spielte. Als 2010 die semi-professionelle Liga Mexicana Élite gegründet wurde, wechselte er zu den Mayan Astronomers, einem der vier Gründungsclubs der Liga. Mit der Mannschaft aus Mexiko-Stadt gewann er zwar auf Anhieb die Hauptrunde, verlor jedoch die Endspielserie gegen den Lokalrivalen Teotihuacan Priests nach drei Spielen mit 1:2 Siegen (0:5, 5:4, 1:2). 2013 beendete er bei den Astronomers seine aktive Karriere.

### International
Im Juniorenbereich stand Sierra für die U20-Auswahl bei der D-Weltmeisterschaft 2000 und der Weltmeisterschaft der Division III 2001 auf dem Eis.
Mit der Herren-Nationalmannschaft nahm Sierra an der D-Weltmeisterschaft 2000 und den Weltmeisterschaften der Division II 2003, 2006, 2008, 2009, 2010, als er als bester Spieler seiner Mannschaft ausgezeichnet wurde, 2011 und 2013 sowie der Division III 2004 und 2005 teil. 2002 spielte er erfolgreich mit seiner Mannschaft bei der Qualifikation für Division II für das Folgejahr. Zudem stand er beim Vorqualifikationsturnier für die Olympischen Winterspiele 2010 in Vancouver, bei dem die Mexikaner trotz eines 5:4-Erfolges über Gruppensieger Spanien ausschieden, auf dem Eis.

## Erfolge und Auszeichnungen
- 2005 Aufstieg in die Division II bei der Weltmeisterschaft der Division III